# Рубін Колвілл
Рубін Колвілл (англ. Rubin Colwill, нар. 27 квітня 2002, Ніт) — валлійський футболіст, півзахисник англійського клубу «Кардіфф Сіті» і національної збірної Уельсу.

## Клубна кар'єра
Народився 27 квітня 2002 року в місті Ніт. Вихованець футбольної школи клубу «Кардіфф Сіті». У лютому 2021 року дебютував у складі головної команди рідного клубу.

## Виступи за збірні
2018 року провів три гри за юнацьку збірну Уельсу (U-17), а 2021 року дебютував в іграх валлійської молодіжки.
У травні того ж 2021 року 19-річного гравця, що на той момент мав в активі лише 6 ігор на дорослому рівні, проведених за клуб, було включено до заявки національної збірної Уельсу на Євро-2020.